# Саут Гејт (Калифорнија)
Саут Гејт (енгл. South Gate) град је у америчкој савезној држави Калифорнија. По попису становништва из 2010. у њему је живело 94.396 становника.

## Демографија
Према попису становништва из 2010. у граду је живело 94.396 становника, што је 1.979 (2,1%) становника мање него 2000. године.
| Група             | 2000.          | 2010.          |
| Белци             | 5.755 (6,0%)   | 3.233 (3,4%)   |
| Афроамериканци    | 923 (1,0%)     | 890 (0,9%)     |
| Азијати           | 804 (0,8%)     | 732 (0,8%)     |
| Хиспаноамериканци | 88.669 (92,0%) | 89.442 (94,8%) |
| Укупно            | 96.375         | 94.396         |